# Sayeeda Khanam
Sayeeda Khanam, née le 29 décembre 1937, morte le 18 août 2020, est la première femme photographe professionnelle du Bangladesh. Elle a couvert de nombreux événements importants de la guerre de libération du Bangladesh en 1971 à travers ses photographies.

## Biographie

### Jeunesse et éducation
Sayeeda Khanam est née dans le district de Pabna au Bangladesh, à l'époque de la présidence du Bengale. Elle est la plus jeune d'une fratrie de sept enfants, elle a deux frères et quatre sœurs. Son intérêt pour la photographie a commencé très jeune lorsque sa sœur lui a acheté un appareil photo Rolleicord .
Elle n'a jamais reçu de formation institutionnelle sur la photographie, mais elle a appris par les magazines de photographie étrangers qui lui ont été donnés par le propriétaire du studio de Jaidi, un studio de Dacca.
Elle obtient sa maîtrise en littérature bengalie et en bibliothéconomie à l'université de Dacca.

### Carrière
En 1956, elle commence sa carrière de photographe au magazine Begum, le seul journal dédié aux femmes de l'époque. Ses photographies ont été publiées dans plusieurs journaux nationaux et elle a couvert de nombreux séminaires nationaux et internationaux. Elle a travaillé comme photographe avec le cinéaste Satyajit Ray dans trois de ses films. Elle a également réalisé des portraits de personnalités telles que la reine Elizabeth, Neil Armstrong, Buzz Aldrin, Mère Teresa, Indira Gandhi et Sheikh Mujibur Rahman.
Sayeeda Khanam a travaillé comme bibliothécaire dans la bibliothèque du séminaire du département de littérature bengalie de l'université de Dacca de 1974 à 1986. Après la guerre, elle s'est portée volontaire comme infirmière à l'hôpital Holy Family.

### Expositions et récompenses
Sayeeda Khanam a eu sa première exposition internationale en 1956 après avoir participé à l'exposition internationale de photo et de cinéma, à Cologne en Allemagne. La même année, ses œuvres ont été exposées dans le cadre de l'International Photography tenu à Dacca, puis exposées dans des concours internationaux au Japon, en France, en Suède, au Pakistan et à Chypre. Ses œuvres sur la religieuse Mère Teresa, sur la chanteuse de Rabindra Sangeet Konika Bandopadhaya et sur Satyajit Ray ont également été exposées à Dacca.
En 1960, elle a reçu un prix au Concours de photo de tout le Pakistan et en 1985, elle a reçu le prix de l'Unesco pour la photographie. Elle a reçu de nombreux autres prix de plusieurs organisations nationales et internationales. Elle est membre à vie du Bangladesh Mahila Samiti et de l'Académie Bangla.